# Gypona aromata
Gypona aromata är en insektsart som beskrevs av Delong 1980. Gypona aromata ingår i släktet Gypona och familjen dvärgstritar. Inga underarter finns listade i Catalogue of Life.